# Iso Vehkajärvi (sjö i Etseri, Södra Österbotten)
Iso Vehkajärvi är en sjö i kommunen Etseri i landskapet Södra Österbotten i Finland. Sjön ligger 130,7 meter över havet. Arean är 1,34 kvadratkilometer och strandlinjen är 11,25 kilometer lång. Sjön  ingår i Kumo älvs huvudavrinningsområde.   Den ligger omkring 67 kilometer sydöst om Seinäjoki och omkring 250 kilometer norr om Helsingfors. 